# Boßdorf (Fläming)
Boßdorf war eine wüste Feldmark in der Nähe von Lübnitz im Fläming, im 21. Jahrhundert ein Ortsteil der Stadt Bad Belzig im Landkreis Potsdam-Mittelmark in Brandenburg.

## Geografische Lage
Die Feldmark lag nördlich von Lübnitz und wurde durch den Flurnamen Brunnen angezeigt.

## Geschichte
Die erste urkundliche Erwähnung stammt aus dem Jahr 1388. Die Familie von Thümen besaß zu dieser Zeit die Gerichtsbarkeit von czu Bostorff, wobei jedoch unklar ist, ob die Feldmark zu dieser Zeit noch aktiv war. Im Jahr 1419/1420 war sie wüst gefallen und gehörte von 1419/1420 bis nach 1455 zur Hälfte der Familie von Ziegesar. Die andere Hälfte könnte unmittelbar im Einfluss des Kurfürsten gelegen haben. Im Jahr 1455 wurde das Dorf als Die wüste margk Bostorff bezeichnet und kam vor 1495 in den vollständigen Besitz der von Ziegesar. Im Jahr 1517 wurde sie geteilt. Eine Hälfte behielten die von Ziegesar, die andere kam bis nach 1699 in den Besitz der von Oppen. Der Ziegesar’sche Anteil fiel 1601 an die von Lochow aus Lübnitz (1681). Unklar ist, ob sie zu einem späteren Zeitpunkt auch den Anteil derer von Oppen übernahmen. Nach der letzten Erwähnung als Dorfstätte im Jahr 1681 ging die Feldmark in der Feldmark Lübnitz auf und wurde nicht wieder besiedelt.